# Синій лотос (Тентен)
«Тентен на Далекому Сході» (фр. Les aventures de Tintin, reporter, en Extrême-Orient) або «Синій лотос» (фр. Le Lotus bleu) — п'ятий альбом із серії «Пригоди Тентена» бельгійського карикатуриста Ерже.
Продовження «Сигар фараона», посідає 18-е місце у списку «100 книг століття за версією Le Monde». Ескіз обкладинки альбому, проданий 2021 року за €3,2 млн, став найдорожчим в історії твором книжкової графіки.
Історія оповідає про молодого бельгійського репортера Тентена та його собаку Мілу, яких запрошують до Китаю в розпал японського вторгнення 1931 року, де Тентен розкриває махінації японських шпигунів і мережу контрабандистів наркотиків.

## Сюжет
У ході пригод, викладених у «Сигарах фараона», Тентену вдалося викрити міжнародну злочинну спільноту, яка займалася контрабандою наркотиків під виглядом сигар. Втекти зміг лише голова банди.
На початку альбому Тентен усе ще живе у палаці індійського магараджі. Якийсь факір, гадаючи по долоні, передбачає, що йому варто побоюватися жовтолицього брюнета в окулярах. Зразу ж у палаці з'являється людина, яка відповідає опису. Щойно він встигає повідомити, що в Шанхаї на репортера чекає людина на ім'я Міцухірато, як пущена кимось у вікно стріла з отрутою божевілля зупиняє його на півслові.
Після прибуття Тентена до Шанхаю на нього знову починають полювати члени злочинного картелю. Щоразу їхні плани розладнує невідомий китаєць. Коли Тентен приходить на зустріч зі своїм рятівником, отруєна стріла позбавляє і його розуму. Розшукати Міцухірато виявляється просто. В розмові з Тентеном цей заможний японець закликає його терміново повернутися до Індії, щоб захистити магараджу від нових підступів наркоторговців.
Тим часом Тентен заступається за юного рикшу, якого ображає багатий расист Ґіббонс. Разом зі своїм безпринципним приятелем Довсоном, який очолює поліцію ШМС, Ґіббонс починає вибудовувати підступи проти відважного репортера. За порадою Міцухірато, той сідає на корабель, що прямує до Індії. Вночі його оглушують і висаджують у човні на берег.
Тентен прокидається в будинку Ван Ченьї, який очолює підпільне товариство «синів дракона». Мета товариства полягає у протидії постачанню опіуму до Китаю. З'ясовується, що невідомий благодійник Тентена — це його син. Після отруєння стрілою з отрутою божевілля він ходить по хаті й розмахує мечем, погрожуючи відрубати голову першому, хто трапиться йому на шляху. За словами Ван Ченьї, «сини дракона» не мають більшого ворога, ніж Міцухірато, секретного агента японського уряду, який керує наркотрафіком. Щоб завадити його планам, Ван і наказав своїм людям викрасти Тентена з корабля.
Тентен установлює стеження за Міцухірато і присутній під час організованого ним підриву залізниці. Ця провокація спричиняє міжнародний резонанс і японці використовують її як привід для вторгнення до Китаю. Тентен, як єдиний свідок диверсії, становить для Міцухірато величезну небезпеку. Японець, зв'язавши репортера, намагається напоїти його отрутою божевілля. Тентен вдає, що він не в собі, після чого його відпускають на волю. Однак це була симуляція: один із прислужників Міцухірато, який працює на «синів дракона», раніше підмінив склянку з отрутою та викрав його у японців.
Тентен повертається в окупований японцями Шанхай, сподіваючись знайти доктора Фана — визначного фахівця з отрут. Він сподівається, що лікар зможе виготовити протиотруту, яка дозволить зцілити сина Вана. З'ясовується, що лікар уже потрапив до лап наркоторговців. Тентен ненадовго потрапляє до японської в'язниці, а потім пробирається до того міста, де має бути виплачено викуп за викраденого лікаря.
Дорогою Тентен витягає з Блакитної річки хлопчика, що тоне, на ім'я Чжан Чжунжень. Вони стають друзями, і Чжан допомагає Тентенові позбутися Дюпона і Дюпонна, яких Довсон за наведенням японського командування послав, щоб заарештувати настирливого репортера.
Повернувшись до Шанхаю, Тентен та Чжан дізнаються, що Вана та його родину викрали посіпаки Міцухірато. Тентен спостерігає за розвантаженням наркотиків у порту і ховається в порожній бочці. Бочку привозять до опіумного кубла «Синій лотос», де головного героя виявляє Міцухірато. Відразу з'являється і глава злочинної спільноти — ділок Растопопулос, з яким Тентен завів дружбу в попередньому альбомі. Сумнівів не може бути: на його руці — татуювання у вигляді печатки фараона.
Несподівано з діжок з'являються «сини дракона», що сховалися там за домовленістю з Тентеном. Растопопулос та Міцухірато змушені визнати поразку. Японець вчиняє харакірі. Доктор Фан знаходить протиотруту від отрути божевілля та зцілює сина Вана. Викриття Тентена викликають міжнародний скандал. Японії доводиться вийти з Ліги Націй. Ван приймає Чжана до своєї сім'ї. Тентен повертається в Європу.

## Робота над альбомом
Якщо ранні альбоми Ерже створено під впливом розхожих забобонів про ті чи інші країни, починаючи від «Блакитного лотоса» художник став дбати про автентичність і вивчати культуру зображуваних народів. Консультантами Ерже при створенні альбому стали його приятель, китайський студент Чжан Чунжень, і священник Едуар Не, який забезпечив Ерже необхідною літературою.
Альбом опубліковано в журналі Le Petit Vingtième від серпня 1934 року до жовтня 1935 року, потім, 1935 року, випущено в збірці Casterman. Кольорова версія коміксу вийшла 1946 року.

## Прийняття

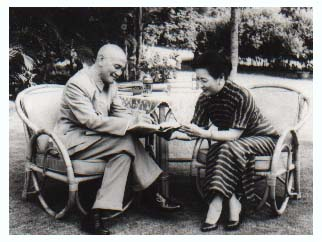
Альбом про пригоди Тентена в Китаї справив гарне враження на Чана Кайші.

Китайців загалом показано в альбомі позитивно, тоді як японців зображено з зубами, що виступають, як у щурів. Японські дипломати, вважаючи малюнки Ерже расистськими, подали протест до бельгійського міністерства закордонних справ.
«Синій лотос» викликав задоволення китайської влади, Чан Кайші навіть запросив Ерже відвідати свої володіння. Однак у соціалістичному Китаї комікс побачив світ лише 1984 року, і то після внесення до нього цензурних коректив.
Тентенознавці вважають, що «Синій лотос» знаменує настання творчої зрілості Ерже. Разом зі «Справою Турнесоля» (1956) його вважають найдосконалішим коміксом художника.

## Екранізації та адаптації
Альбом включено до мультсеріалу «Пригоди Тентена» (1992). Також комікс неодноразово транслювало французьке радіо.